# Jean-Baptiste Auguste Reynaud de Savournin
Jean Baptiste Auguste Reynaud de Savournin, né le 6 novembre 1744 à Aix-en-Provence (Bouches-du-Rhône), mort le 6 juillet 1804 à Aix-en-Provence (Bouches-du-Rhône), est un général de brigade de la Révolution française.

## États de service
Il entre en service le 30 novembre 1765, comme élève dans l’artillerie, il devient lieutenant en premier au régiment de Grenoble le 6 janvier 1767 et il est employé en Guadeloupe sous les ordres du marquis de Chambon. Il occupe le poste de directeur de l'artillerie du 1er mai 1774 au 1er mai 1775. Il reçoit son brevet de capitaine de canonniers le 9 mai 1778, et en 1779, de retour en France, il est détaché comme capitaine en second à La Rochelle. Le 16 mars 1781, il embarque sur Le Zélé, et il sert aux îles du Vent et dans les armées navales jusqu'au 6 juillet 1785.
Rentré au Havre sur le navire Le Citoyen, il obtient un congé en Guadeloupe d'octobre 1788 à août 1790. À son retour, il tient garnison à Saint-Malo, et il démissionne le 25 mai 1792. 
Il reprend du servive le 28 août 1792, comme lieutenant au 4e régiment d'artillerie ci-devant Régiment de Grenoble artillerie puis comme chef de bataillon au 7e régiment d’artillerie à pied. Il est nommé chef de brigade le 12 janvier 1794, directeur du parc d’artillerie à Rennes, puis à Cherbourg le 11 février suivant. Le 20 janvier 1795, il est nommé directeur de l’école de l’artillerie à Rennes et le 13 novembre 1796, il devient membre du comité central de l’artillerie.
Il est promu général de brigade le 10 mars 1797, directeur de l’artillerie à Draguignan, et le 15 mars 1800, il est affecté à l’armée d’Italie comme commandant de l’artillerie de l’aile gauche de cette armée. Le 12 août 1801, il est directeur de l’artillerie en Ligurie et le 3 novembre il est candidat pour prendre le poste de commandant de l’artillerie du corps expéditionnaire de Saint-Domingue. Le 20 mai 1802, il est paralysé du côté gauche à la suite d'un accident vasculaire cérébral et le 19 juillet il est envoyé au commandement de l’école d’artillerie de Strasbourg. Il est admis à la retraite le 22 juillet 1803.
Il meurt le 6 juillet 1804, à Aix-en-Provence.

## Sources
- (en) « Generals Who Served in the French Army during the Period 1789 - 1814: Eberle to Exelmans »
- Thierry Pouliquen, « Les généraux français et étrangers ayant servis [sic] dans la Grande Armée » (consulté le 18 janvier 2015)
- Arthur Chuquet, Ordres et apostilles de Napoléon (1799-1815), paris, librairie ancienne Honoré Champion, 1911, p. 50
- (pl) « Napoléon.org.pl »
- Georges Six, Dictionnaire biographique des généraux & amiraux français de la Révolution et de l'Empire (1792-1814), Paris : Librairie G. Saffroy, 1934, 2 vol., p. 429-430